# Kuća u Kolomni
Kuća u Kolomni (rus. Домик в Коломне) ruski je film redatelja Pjotra Čardinina.

## Radnja
Film se temelji na pjesmi Aleksandra Puškina Mala kuća u Kolomni iz 1830. godine.

## Uloge
- Ivan Mozžuhin
- Sofja Goslavskaja
- Praskovja Maksimova

## Vanjske poveznice
- Kuća u Kolomni na Kino Poisk